# Шульц, Джеймс Уиллард
Шульц, Джеймс Уиллард (англ. James Willard Schultz; 26 августа 1859, Boonville, Нью-Йорк — 11 июня 1947, Уинд-Ривер, Вайоминг) — американский писатель, путешественник, этнограф. Большая часть произведений Шульца посвящена индейскому народу черноногих, среди которого он прожил много лет. В его повестях и рассказах на «индейскую тему» почти нет художественного вымысла, зато присутствует масса этнографических подробностей.

## Биография
В 1878 году, когда Шульцу шёл двадцатый год, он решил поселиться среди индейцев пикани, входивших в конфедерацию черноногих. Шульц прожил с индейцами племени пикани более 15 лет. Женившись в 1879 году на индианке Нэ-та-ки, Шульц начал жить интересами племени, которое называло его Ап-и-кун-и. Его сын, Харт Мэрриэм Шульц (англ.), он же — На-та-ма-и, или Одинокий Волк (1882—1970) — воспитывался, как все индейские дети. Впоследствии он стал известным художником. Вплоть до самой смерти Нэ-та-ки в 1903 году Джеймс Уиллард Шульц жил вместе с черноногими в их резервации в провинции Альберта в Канаде.
Шульц — автор 40 романов и повестей, посвященных индейцам, художественных произведений, непревзойденных по своей правдивости и знанию индейской жизни. Избранные произведения: «Ошибка Одинокого Бизона», «С индейцами в Скалистых горах», «Ловец орлов», «Сын племени навахов», «Сатаки и я», «Моя жизнь среди индейцев», «Опасная тропа».

### На русском языке
- Апок, зазыватель бизонов
- Бейкеровская резня
- Белая бизониха
- Бизоньи черепа на Горе Вождей
- В Великом лесу Апачи / Пер. с англ. А. В. Минаевой. — М.: ИТК "Дашков и К", 2022. — 140 с.
- Вера Ако Птису
- Военная летопись тех солнц
- Военный отряд
- Голодная зима
- Голос крови
- Злополучная охота
- Золотой тайник
- Избиение гро-вантров
- Как Одинокий Лось жену искал
- Кража священного чехла из шкуры выдры. Рассказ Вождя-Птицы
- Легенды племени черноногих из национального парка Глэсир
- Ловец орлов[5] — М.: Географгиз, 1958. — 110 с.
- Много бизоньего мяса
- Моя жизнь среди индейцев / Пер. с англ. В. К. Житомирского. Предисловие и примечания Л. А. Файнберга. — М.: Географгиз, 1962. — 310 с.
- Насмешник, или Рассказ о ручном волке
- Невеста для Утренней Звезды
- Опасная тропа
- Отрезанный нос
- Ошибка Одинокого Бизона
- Охота на вапити при свете луны
- Пискан черноногих
- Победная песня
- Поиски шкуры собаки-рыбы
- Последняя тропа белого пса
- Пупум. История, рассказанная Вороньим Колчаном, или Джозефом Киппом
- Роковой знак
- Сага Белого Колчана
- Сатаки и я[6][7][8][9]
- С индейцами в Скалистых горах
- Синопа, индейский мальчик
- Становление воина
- Схватка на Солнечной реке
- Сын племени навахов
- Три медведя сражается за жену
- Черноногий белый
- Шкура белого бизона
- «Я — Белый Пес, ассинибойн!»